# Иванешты (Молдова)
Иванешты (рум. Ivăneşti, Ивэнешть) — село в Рышканском районе Молдавии. Наряду с сёлами Александрешты, Новые Кукуецы и Старые Кукуецы входит в состав коммуны Александрешты.

## География
Село расположено на высоте 123 метров над уровнем моря.

## Население
По данным переписи населения 2004 года, в селе Ивэнешть проживает 145 человек (65 мужчин, 80 женщин).
Этнический состав села:
| Национальность | Число жителей | Процентный состав |
| -------------- | ------------- | ----------------- |
| молдаване      | 114           | 78.62             |
| украинцы       | 30            | 20.69             |
| русские        | 1             | 0.69              |
| Всего          | 145           | 100%              |